# Stephen Heym
Stephen Heym (auch Haym) († vor 21. Mai 1275) war  ein englischer Richter.
Stephen Heym stammte aus Cornwall. Er war von unehelicher Geburt, doch sonst ist über seine Herkunft nur wenig bekannt. 
Zunächst war Heym als Verwalter in Cornwall tätig. Vor 1256 wurde er einer der Sheriffs und Verwalter von Earl Richard von Cornwall. Trotz seiner unehelichen Geburt erhielt er vor 1259 zwei geistliche Benefiziate in Cornwall. 1259 erhielt er einen päpstlichen Dispens, der ihm erlaubte, bis zu vier Benefiziate zugleich zu besitzen. Unter anderem war Heym Kanoniker des Kollegiatstiftes St Carantoc’s Church in Crantock in Cornwall. Das Amt des Sherrifs gab er nach 1265, aber vor 1268 auf. Er diente wahrscheinlich noch als Sheriff, als er nach dem Sieg der königlichen Partei im Zweiten Krieg der Barone im September 1265 zusammen mit Philip de Bodrigan aufgefordert wurde, die Besitzungen der geschlagenen Rebellen zu beschlagnahmen. Vermutlich durch Förderung von Richard von Cornwall wurde Heym vor Ende September 1270 zum Baron of the Exchequer ernannt. Dieses Amt gab er bereits vor Ostern 1271 wieder auf, als er zusammen mit Robert Fulks zum Richter am Common Bench ernannt wurde. An dem Gerichtshof fehlten mehrere Richter, nachdem die Richter Roger of Seaton und John of Cobham zu einer Gerichtsreise aufgebrochen waren. Anfang 1273 legte Heym sein Amt als Richter wieder nieder, doch von Herbst 1273 bis Frühjahr 1274 diente er erneut als Richter am Common Bench. 1275 wird er noch als Kläger erwähnt, doch er starb wenig später.